# GAU-8 Avenger
GAU-8/A Avenger je sedemcevni Gatlingov protitankovski top kalibra 30 mm, ki ga je v 1970. letih razvilo podjetje General Electric. Znan je predvsem kot glavno orožje ameriškega jurišnega letala Fairchild Republic A-10 Thunderbolt II, poleg tega pa je vgrajen tudi v avtomatski ladijski obrambni sistem Goalkeeper CIWS. Zdaj ga proizvaja podjetje General Dynamics.
Top je zelo učinkovit proti oklepnim vozilom, posebej se je izkazal med zalivsko vojno v začetku 1990. let. Po drugi strani je zaradi granat z osiromašenim uranom sporna njegova uporaba v urbanih okoljih (npr. med udeležbo letal A-10 v vojnah v nekdanji Jugoslaviji), saj predstavlja razpršeno radioaktivno strelivo in njegovi ostanki zdravstveno tveganje za civilno prebivalstvo. Prav tako so izpostavljeni vzdrževalci v oporiščih.

## Zgradba in delovanje
Od ustja cevi do zadnje strani bobna za strelivo meri 5,9 m, od tega je boben 88 cm širok in 1,82 m dolg. Strelni mehanizem s cevmi tehta 280 kg, sestavljeno orožje skupaj s strelivom in mehanizmom za dovajanje streliva pa 1828 kg, kar predstavlja 16 % prazne teže celotnega letala A-10. Ima dva hidromotorja, enega za strelni mehanizem in drugega za dovajanje streliva, ki ju poganja zunanji hidravlični sistem. Naboji so vstavljeni v utore na tekočem traku brez fizičnih povezav med njimi, kar odpravlja težave z zablokiranjem, ki so sicer pogoste pri hitrostrelnem orožju.
Top ima visoko hitrost streljanja: v prvih izvedenkah je lahko pilot preklapljal med 2100 in 4200 izstrelki na minuto, kasneje pa je bila hitrost streljanja fiksirana na 3900 na minuto. Ob sprožitvi potrebuje približno pol sekunde, da se zavrti na delovno hitrost, tako da v prvi sekundi izstreli 50 granat, nato pa 65 do 70 na sekundo. Certificiran je za natančnost »5-mil, 80 %«, kar pomeni, da 80 % zadetkov prileti znotraj stožca s kotom 5 miliradianov. Pri razdalji 1220 m do cilja, za katero je top optimiziran, je to krog s premerom 12,4 metra. Neizstreljene granate in prazni tulci se po streljanju vrnejo v boben.
Izstreljuje krogle kalibra 30 mm, običajno vanj naložijo mešanico protioklepnih granat PGU-14/B in visokoeksplozivnih zažigalnih granat PGU-13/B v razmerju 4:1. Granate PGU-14/B imajo lahek aluminijast ovoj in sredico iz osiromašenega urana, ki daje krogli prebojno moč in ima še dodaten zažigalni učinek. Tretji tip nabojev so trenažne granate PGU-15/B, ki so balistično enakovredne visokoeksplozivnim granatam PGU-13/B. Pri izstopni hitrosti blizu 1000 m/s je moč krogel primerljiva z granatami iz havbic kalibra 75 in 105 mm iz druge svetovne vojne, na razdalji enega kilometra lahko prebijejo oklep debeline 38 mm, na razdalji 500 m pa debeline 69 mm. Granate vseh treh tipov merijo v dolžino 29 cm in tehtajo približno 700 g (primerljivo s pollitrsko steklenico pijače).

## Razvoj
GAU-8 je nastal vzporedno s programom A-X, katerega rezultat je bilo letalo A-10 Thunderbolt. Vojno letalstvo ZDA je leta 1970 izdalo specifikacije zainteresiranim orožarskim podjetjem, izmed katerih je izbralo podjetji General Electric in Philco Ford za izdelavo prototipa ter streliva zanj. Hkrati je dobilo podjetje Hughes Tool Co. pogodbo za razvoj rezervnega topa po licenci švicarskega podjetja Oerlikon, a se je rešitev General Electrica, ki je bila naposled izbrana, obnesla tako dobro, da so razvoj rezerve kmalu ustavili.
Ker prototipa nista bila končana pravočasno za preskus na prvih prototipih letal A-X (Northrop YA-9 in Republic A-10A), so vanje začasno vgradili General Electricov M61A1 Vulcan podobnih dimenzij. Po končanem tovarniškem preskušanju topa so ga leta 1974 vgradili namesto M61A1 v vse dotedanje preskusne primerke A-10A ter ga dodobra preskusili še v zraku. To je razkrilo nekaj manjših težav, predvsem ugašanje motorjev zaradi vstopa plinov, ki nastajajo ob številčnih eksplozijah v nosu letala, kar so konstruktorji upoštevali pri izdelavi ostalih primerkov.